# Dysmilichia calamistrata
Dysmilichia calamistrata là một loài bướm đêm trong họ Noctuidae.